# Audi Pik Ass
 (juin 2022).
L'Audi Pik Ass (Asso di Picche en Italien; As de pique en Français) était un concept car qu'Audi avait réalisé en collaboration avec le carrossier Karmann d'Osnabrück. Karmann a commandé le prototype à Italdesign avec l'approbation d'Audi. En 1973, la voiture est présentée au Salon de l'automobile de Francfort-sur-le-Main. Au total, trois versions différentes du concept Ass ont été créées jusqu’en 1982. En plus de la Pik Ass, Italdesign a produit en 1976 la Karo Ass sur la base d'une BMW 320i. En 1982, l'Asso di Fiore était la dernière représentante de la gamme d'études.

## Contexte de l'origine de l'étude
Karmann a produit pour Volkswagen la Karmann Ghia et le cabriolet de la gamme Volkswagen Coccinelle. Afin d'utiliser la capacité des chaînes de production à l'avenir, l'entreprise a chargé Italdesign de Turin de concevoir un nouveau modèle. Le plan était de travailler avec Audi pour développer une petite série de voitures de sport compactes que Karmann pourrait fabriquer. C'est ainsi qu'est née l'Audi «Pik Ass», basée sur une Audi 80 B1. En plus du plancher, tout le mécanisme de l'Audi 80 GT, dont le moteur de 1,5 litre qui développait 85 ch, a été utilisé. Les porte-à-faux de la berline ont été raccourcis à l'arrière et allongés à l’avant pour un look sportif, ce qui donne une longueur totale d'un peu plus de quatre mètres. Seuls les phares jumelés et les quatre anneaux rappellent le véhicule de base. L'intérieur a également été entièrement repensé. Entre autres choses, il était doublé de cuir marron, de sorte que les poches de porte pouvaient être retirées et utilisées comme sacs à provisions.

## La Pik Ass, précurseur de la Volkswagen Scirocco
Selon les spécifications de Karmann, Italdesign a produit la "Pik Ass" en tant que coupé sport à quatre places qu'Audi devait vendre en petite série. Cependant, les petites quantités ne correspondaient pas au programme de vente du constructeur automobile. Au début des années 1970, Audi venait de conquérir le marché de masse avec des berlines, c'est pourquoi la gamme de modèles était de plus en plus orientée vers la catégorie des familiales routières. Bien que la conception ait été considérée comme réussie par la direction du groupe, la voiture n'est pas entrée en production de série. Une autre raison était que Volkswagen prévoyait également de lancer un coupé sport abordable.
Étant donné que Giorgetto Giugiaro travaillait également en tant que designer chez Italdesign sur la nouvelle Volkswagen basée sur la Golf I, il a pu adopter de nombreux éléments de l'étude "Ass" pour la Scirocco I. Un an après la présentation de l'Audi "Pik Ass", la Volkswagen Scirocco est entrée en production de série, elle avait quelques points communs avec l'étude Audi en termes de carrosserie. Cependant, la technologie et l'assemblage du plancher provenaient de Volkswagen. Selon Italdesign, le prototype a également exercé une influence majeure sur le design de la Lancia Delta, présentée en 1979.